# 吴山镇 (大田县)
吴山乡，是中华人民共和国福建省三明市大田县下辖的一个乡镇级行政单位。

## 行政区划
吴山乡下辖以下地区：
张坑村、锦山村、科山村、吴山村、程堂村、和洋村、阳春村、东埔村和梓溪村。